# Horikawa Kyohei
Kyohei Horikawa (sinh ngày 18 tháng 9 năm 1986) là một cầu thủ bóng đá người Nhật Bản.

## Sự nghiệp câu lạc bộ
Kyohei Horikawa đã từng chơi cho JEF United Chiba.